# La Cloche (chanson)
Singles de France Gall
Mes premières vraies vacances
(1964) Jazz à gogo
(1964)
La Cloche est une chanson de France Gall. Elle est initialement parue en 1964 sur un EP et ensuite sur l'album Mes premières vraies vacances, sorti en août,.
C'est une adaptation française de la chanson My Boyfriend Got a Beatle Haircut interprétée plus tôt dans la même année par Donna Lynn,.

## Développement et composition
La chanson originale a été écrite par Jack Wolf et Bugs Bower. Elle est adaptée en français par André Salvet. L'enregistrement de France Gall a été produit par Denis Bourgeois.

## Liste des pistes
EP 7" 45 tours 1964, Philips 434.914 BE
A1. La Cloche (2:05)
A2. Jazz à gogo (2:26)
B1. Mes premières vraies vacances (2:15)
B2. Soyons sages (2:30)

## Classements
| Classement (1964)                       | Meilleure position |
| --------------------------------------- | ------------------ |
| Belgique (Wallonie Ultratop 50 Singles) | 28,                |